# Bekyně velkohlavá
Bekyně velkohlavá (Lymantria dispar) je polyfágní druh motýla z čeledi bekyňovitých. V Česku patří její housenky mezi nejobávanější listožravé škůdce. Při přemnožení způsobují rozsáhlé holožíry.
Patří mezi 100 nejhorších invazních druhů světa.

## Taxonomie
Druh původně popsal Linné pod názvem Phalaena dispar, lze se setkat také se synonymy Ocneria dispar a Porthetria dispar.

### Podřazené taxony
- poddruh Lymantria dispar dispar – nominátní poddruh, domovem v západní Eurasii; okřídlené samice jsou neschopné letu; invazní na východním pobřeží Severní Ameriky[4]
- poddruh Lymantria dispar asiatica – Asie od Uralu až po Korejský poloostrov; větší než nominátní poddruh, okřídlené samice jsou letuschopné; invazní na západním pobřeží Severní Ameriky[5]
- poddruh Lymantria dispar japonica –  Japonsko; větší než nominátní poddruh, okřídlené samice jsou letuschopné[6]

Literární zdroje se v klasifikaci poddruhů rozcházejí, některé zdroje uvádějí poddruhů více. Dělení výše uvedených poddruhů je založeno prakticky výhradně na empirii a geografii výskytu. Genetické testy neprokázaly významné sekvenční rozdíly v jejich genomu, neliší se ani morfologií pohlavních orgánů.

## Popis

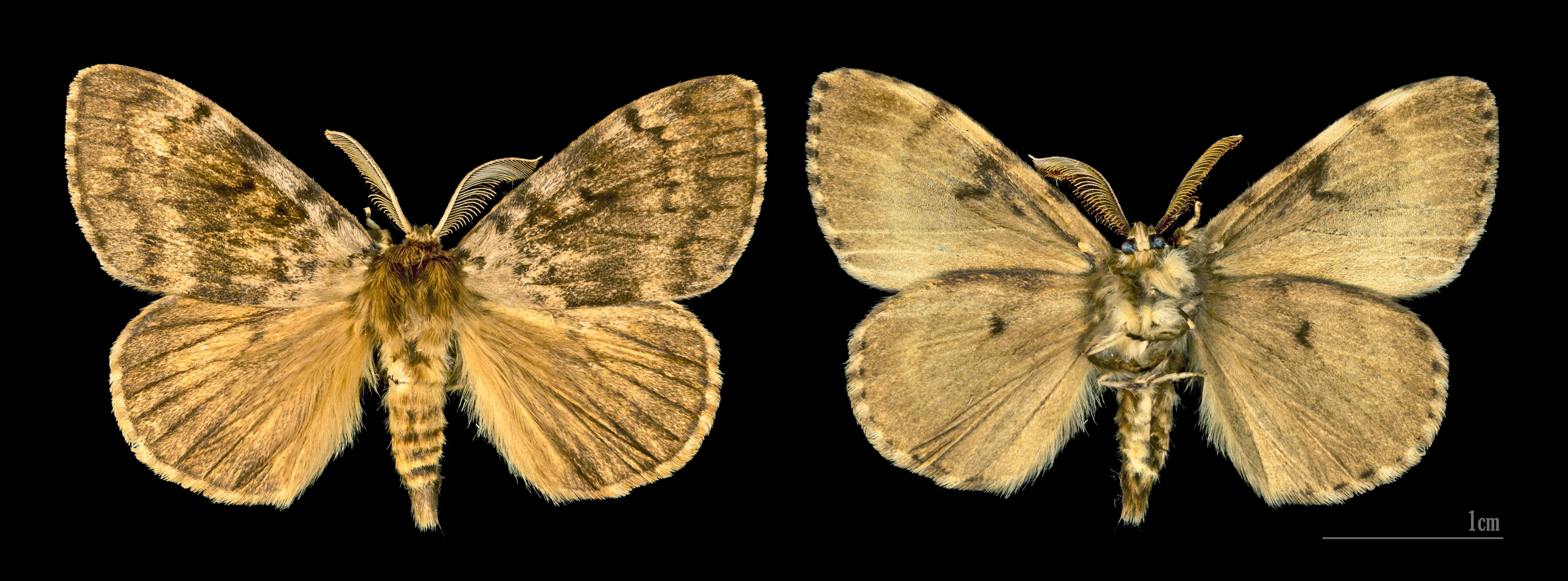
Sbírkový exemplář (samec)

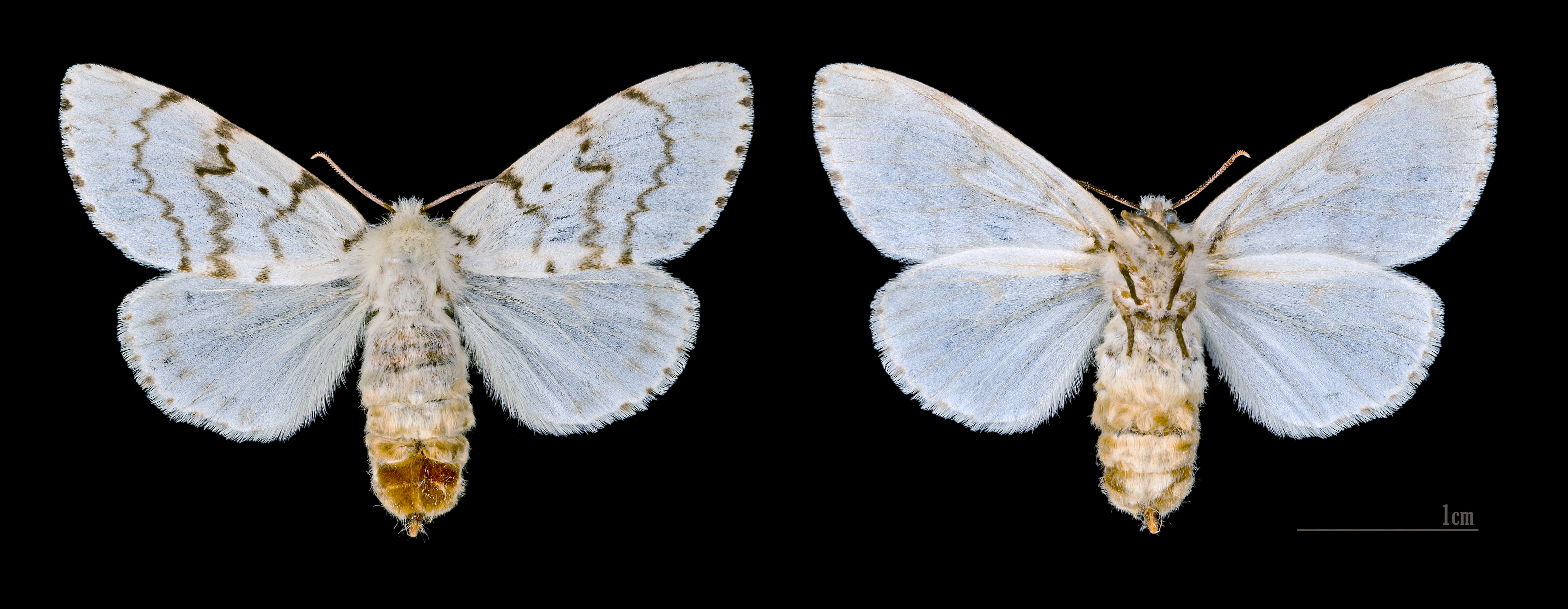
Sbírkový exemplář (samice)

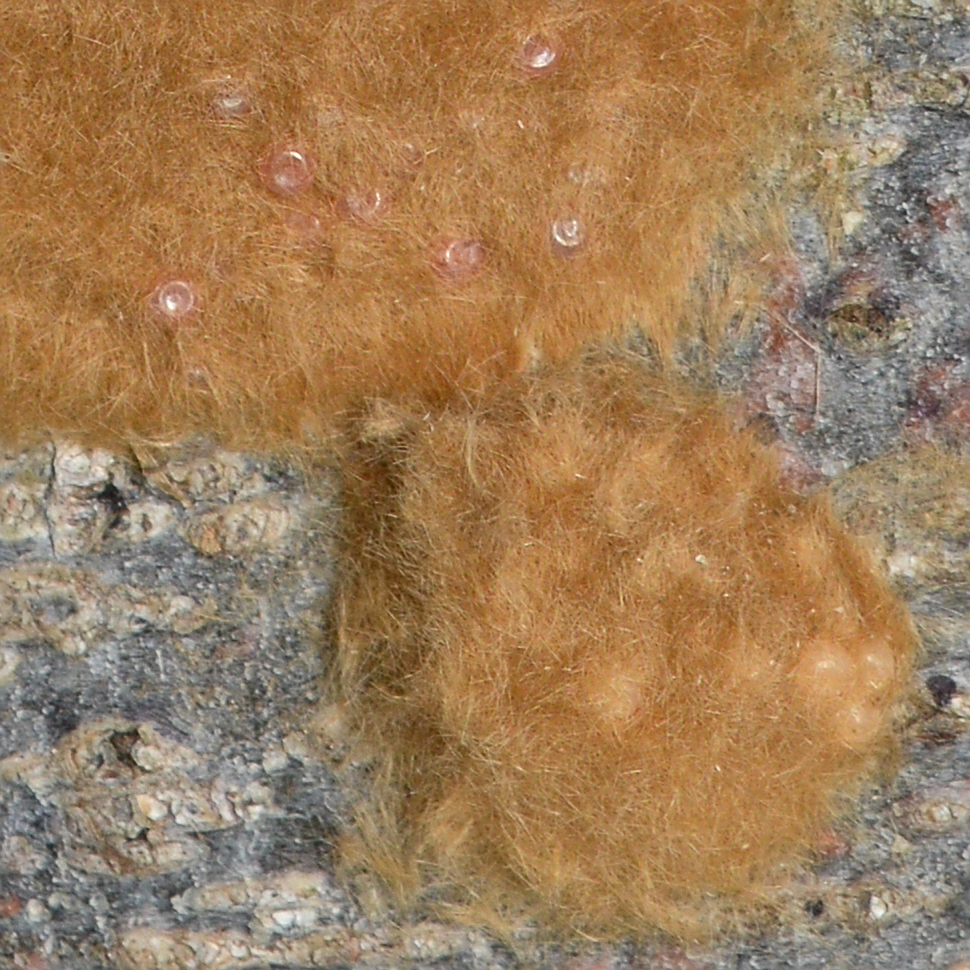
Snůšky vajíček

Dospělci se od sebe v rámci pohlavního dimorfismu poměrně značně liší.

Samci nominátního poddruhu (viz výše) mají délku předního křídla 18–25 mm. Základní barvou předních křídel je hnědošedá, přes kterou probíhá několik ostře klikatých příček tmavohnědé až černé barvy. Mezi první a druhou příčkou se nachází malá, ale výrazná tmavá skvrna. Zadní křídla jsou žlutohnědá. Tykadla samců jsou výrazně hřebenitá, zadeček je štíhlý.

Samice jsou znatelně větší (délka křídla až 40 mm) a světlejší. Základní barvou je smetanově bílá až nažloutlá. Klikaté čáry a tečky na předních křídlech jsou uspořádané stejně jako u samců, jen méně výrazné. Zadní křídla jsou žlutavě bílá. Zadeček je mohutný, v koncové oblasti porostlý hustými hnědými chloupky.
Vajíčka jsou uložena v plochých hnízdech, překryta hnědými chloupky ze zadečku samičky. V lesnické a sadařské terminologii se lze setkat s termínem „hubky“ či „zrcátka“.
Housenka je od vylíhnutí hustě chlupatá, v prvním instaru prakticky celá černá. Později se pokožka zbarvuje do šedožlutého mramorování, zpravidla s jedním až třemi světlými podélnými proužky na zádech. Výrazným znakem jsou bradavky, které vyrůstají na hřbetě ve dvou řadách. Prvních pět párů (tři hrudní a první dva zadečkové) je zbarveno modře, zbytek červeně. Z bradavek vyrůstají svazky černých štětinek. Mohou se vyskytovat různě zbarvené formy, od zlatavě ochlupených až po výrazně tmavé až černé. Hlava je u starších housenek velmi nápadná, zpravidla světle hnědá až žlutá, lehce tmavě kropenatá, se dvěma výraznými, svislými, černými pruhy v „obličejové“ oblasti. Na konci vývoje mohou housenky měřit 5–8 cm, přičemž housenky samičího pohlaví jsou zpravidla větší a světlejší.
Kukla je tmavě hnědá, pokrytá rezavými chlupy. Může být až 20–30 mm dlouhá.

## Rozšíření

Grafika průběhu šíření bekyně velkohlavé na severovýchodě USA

Původním areálem rozšíření bekyně velkohlavé je Severní Afrika, celá Evropa až po jih Skandinávie, dále na východ pak Sýrie, Palestina, Sibiř a zbytek Asie až po Japonsko. Do Severní Ameriky byla zavlečena v roce 1869.
V Česku je bekyně velkohlavá běžným druhem.

Z hlediska biotopu má v oblibě listnaté lesy, parky, zahrady a sady, příp. aleje. Drží se spíše v nižších, teplých polohách; do hor a chladných oblastí nevystupuje.

### Zavlečení do USA
Zavlečení bekyně velkohlavé na území Spojených států je dobře zdokumentováno. Neúmyslným „viníkem“ byl astronom a amatérský entomolog Étienne Léopold Trouvelot, který si někdy mezi lety 1868–1869 nechal do Bostonu z Evropy poslat zásilku housenek bekyně velkohlavé, údajně s úmyslem potenciálního využití v hedvábnickém průmyslu. Chovná populace (nebo její část) však unikla a během několika následujících let se rozmnožila natolik, že způsobila holožír lesních porostů na ploše 359 km2 v blízkém okolí Bostonu. Do boje s přemnoženým nepůvodním druhem se vložily i úřady státu Massachusetts, ale proces šíření už nebylo možné zastavit. Určité výsledky přineslo vysazení přirozených hmyzích parazitů z Evropy a Japonska. Odbornou veřejností v USA je bekyně velkohlavá vnímána jako modelový odstrašující příklad zavlečení nepůvodního druhu do nového prostředí.

## Bionomie

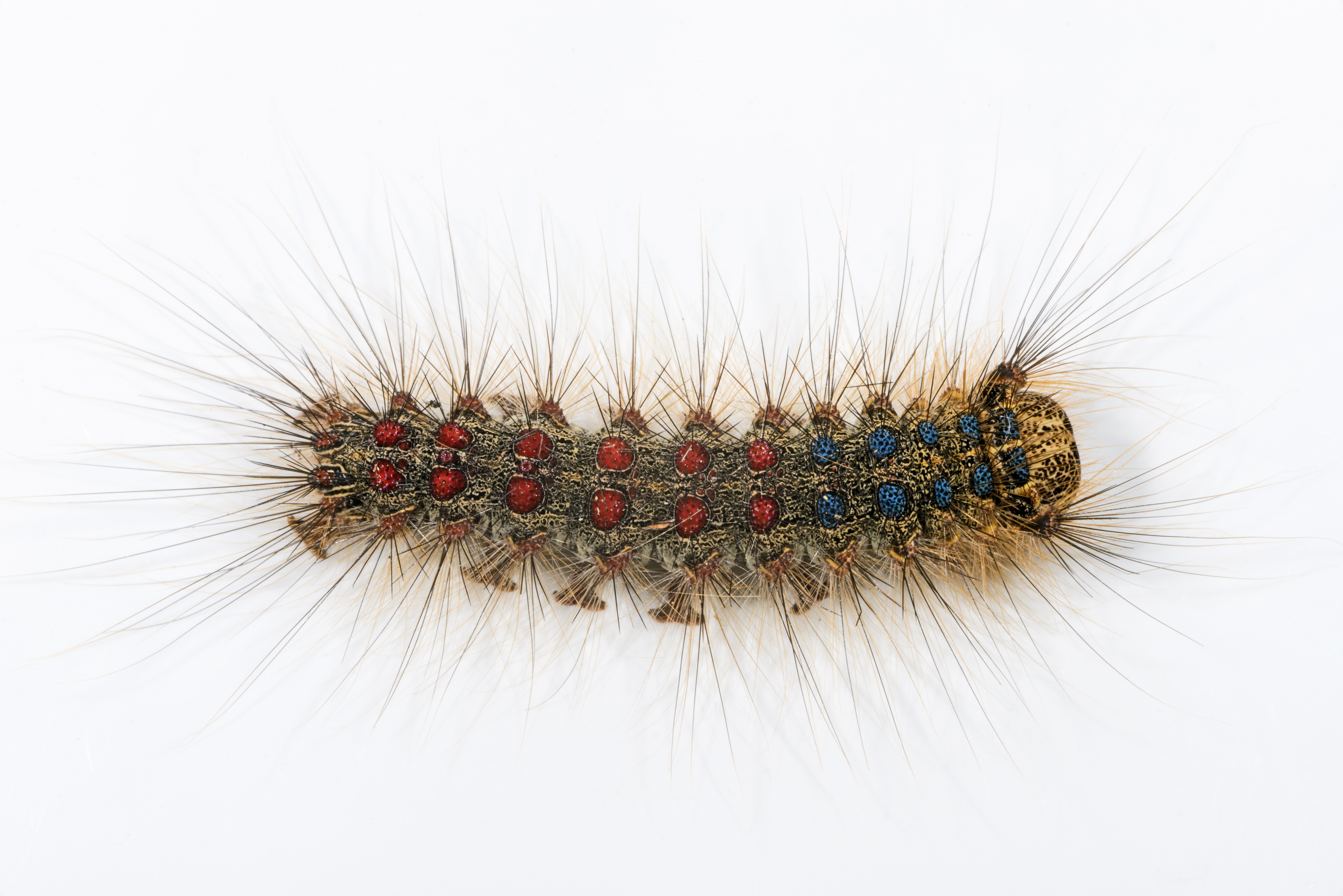
Housenka

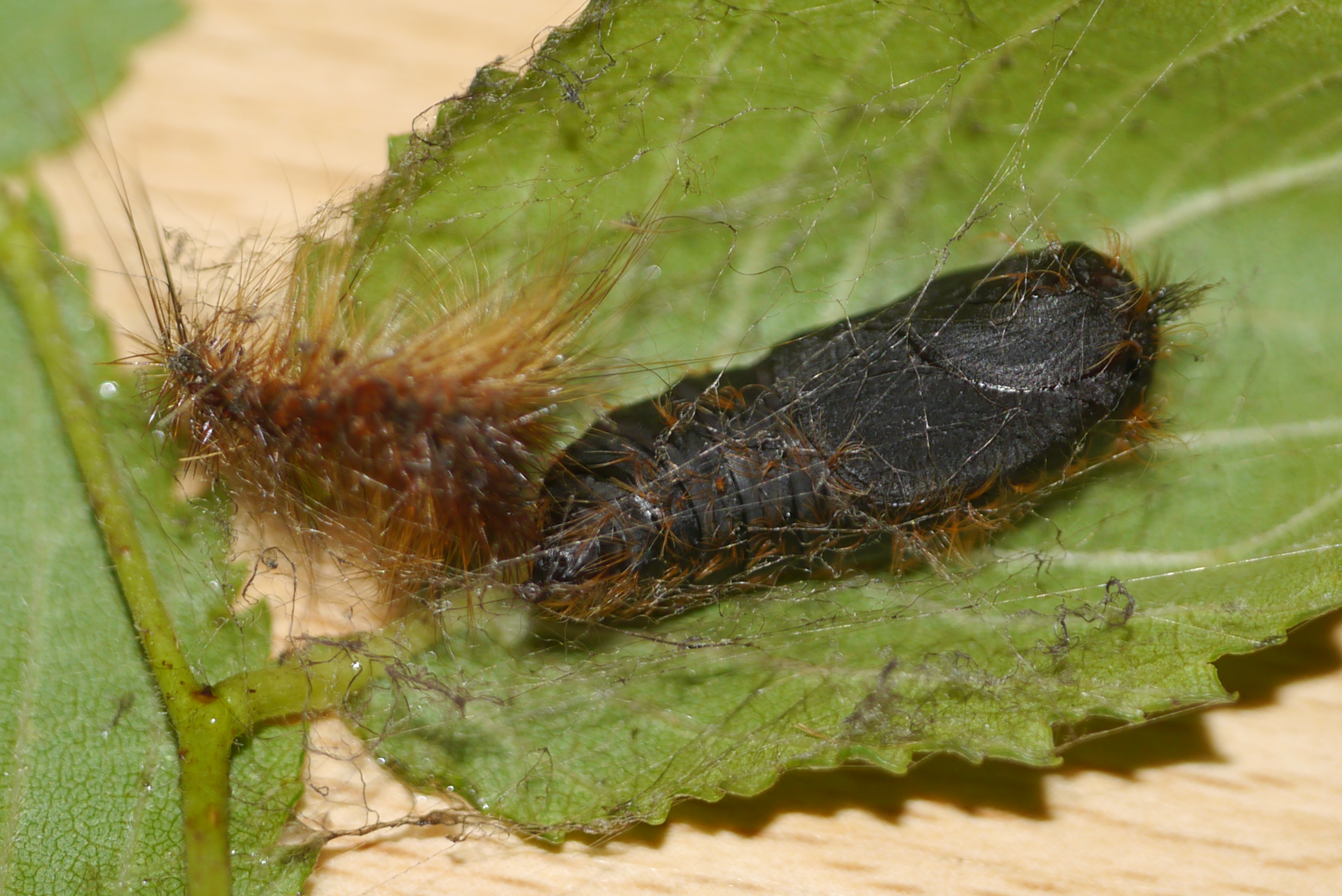
Kukla

V průběhu roku tvoří bekyně velkohlavá jednu generaci. Z přezimovavších vajíček se líhnou drobné housenky, které dokáží pasivně využívat přenášení větrem. (Z hlediska rozšiřování populací se jedná o významný jev, jelikož distribuce vajíček je – u nominátního poddruhu – jinak omezena fyzickými možnostmi lezoucích housenek, resp. nelétavých samiček.) Housenky se na živných rostlinách vyskytují zhruba v období mezi koncem dubna a červencem, jejich vývoj trvá 50–80 dní. Jsou silně polyfágní – v evropských podmínkách upřednostňují listnaté stromy, v nouzi se mohou živit i jehličnany. (V případě poddruhu L. d. asiatica je ale kupříkladu hlavní živnou rostlinou sibiřský modřín.) Housenky nominátního poddruhu preferují listí dubů, lip, vrb a topolů. V zahradách upřednostňují prakticky veškeré ovocné stromy a také růže. Z dalších druhů lze jmenovat jeřáb, habr, skalník, a mnohé další. Z jehličnatých stromů se mohou živit modřínem či smrkem, ale činí tak především z nouze při přemnožení. Nekonzumují údajně jasany, moruše, dřín, ořešák černý, vinnou révu či cesmíny.

Mladé housenky ožírají nejprve pučící pupeny, postupem času konzumují celé listy. Na konci svého vývoje se kuklí v řídkém zámotku, zpravidla ve štěrbinách kůry, v rozsoše větví či mezi listy.

Stadium kukly trvá pouze 10–20 dní, první motýli se mohou líhnout již koncem června. Hlavní vlna letu je však v průběhu července a srpna, někdy trvá až do září. Nelétavé samičky jsou v odpoledních hodinách vyhledávány samečky, kteří přilétají prudkým klikatým letem a krátce se páří. Po oplodnění kladou samičky vajíčka do snůšek po 100–650 kusech na kmeny či větve stromů, nejčastěji do výše cca dvou metrů od země. Tyto snůšky pak přečkávají zimu.

## Ekologie
Housenkami bekyně se živí hmyzožraví ptáci – sýkory, kukačky a další. Loví je také draví brouci, zejména krajníci (pižmový i hnědý), ale také mrchožrout housenkář, někteří kožojedi (rody Dermestes a Attagenus) a kornatci (Tenebroides). Housenky jsou často napadány blanokřídlými parazitoidy (lumci, lumčíci a chalcidky, celkem přes 100 druhů), svá vajíčka na ně kladou také kuklice z čeledi Tachinidae. Snůšky vajíček napadají roztoči z rodu Trombidium. Při opravdu masivním přemnožení housenek pak ke kolapsu populací významně přispívají mikroorganismy. Mohou to být virové polyedrie, bakteriální infekce (Bacillus thuringiensis), housenky hubí také mikrosporidie (rod Nosema) a některé druhy entomopatogenních hub.

## Hospodářský význam

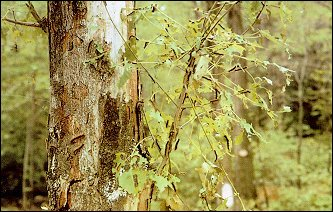
Stromy poškozené žírem

Bekyně velkohlavá je známá jako druh působící pravidelné kalamity. Ty trvají vždy 3–4 roky a zhruba po 10–20 letech se opakují. Při přemnožení dochází k holožírům, a to jak ovocných stromů, tak lesních porostů (především dubů). K problému přispívá také tzv. plýtvavý žír, jelikož housenky nekoušou list odsvrchu dolů, ale nahodile, a často tak dochází ke zbytečnému opadu nezkonzumovaných částí, což celkový efekt žíru navyšuje.
Chloupky housenek působí dráždivě. Při neopatrné manipulaci mohou způsobit svědění, u citlivějších jedinců i alergické reakce. Dostanou-li se do očí, mohou vyvolat zánět spojivek.

### Ochrana rostlin
Proti přemnoženým housenkám se používají přípravky obsahující bakterie Bacillus thuringiensis. Provádějí se postřiky dubových lesů, kde populační vlny bekyně vznikají. K monitorování populací se používají feromonové lapače. Používání neselektivních postřiků (např. látky znemožňující svlékání housenek) v často druhově bohatých ekosystémech nelze ospravedlnit, jelikož přemnožení jsou vždy pouze dočasná.

## Galerie

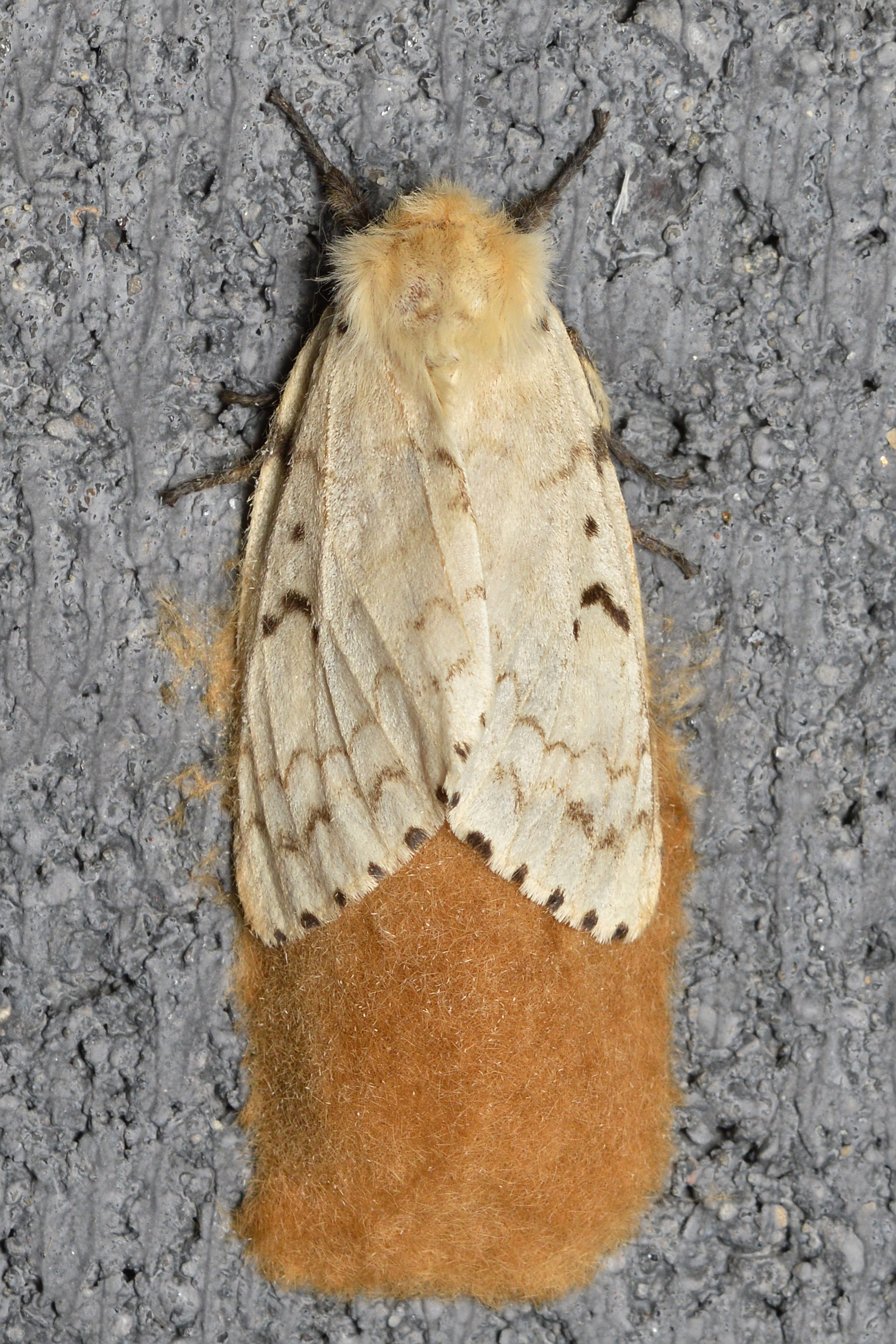
Samička s nakladenou snůškou vajíček
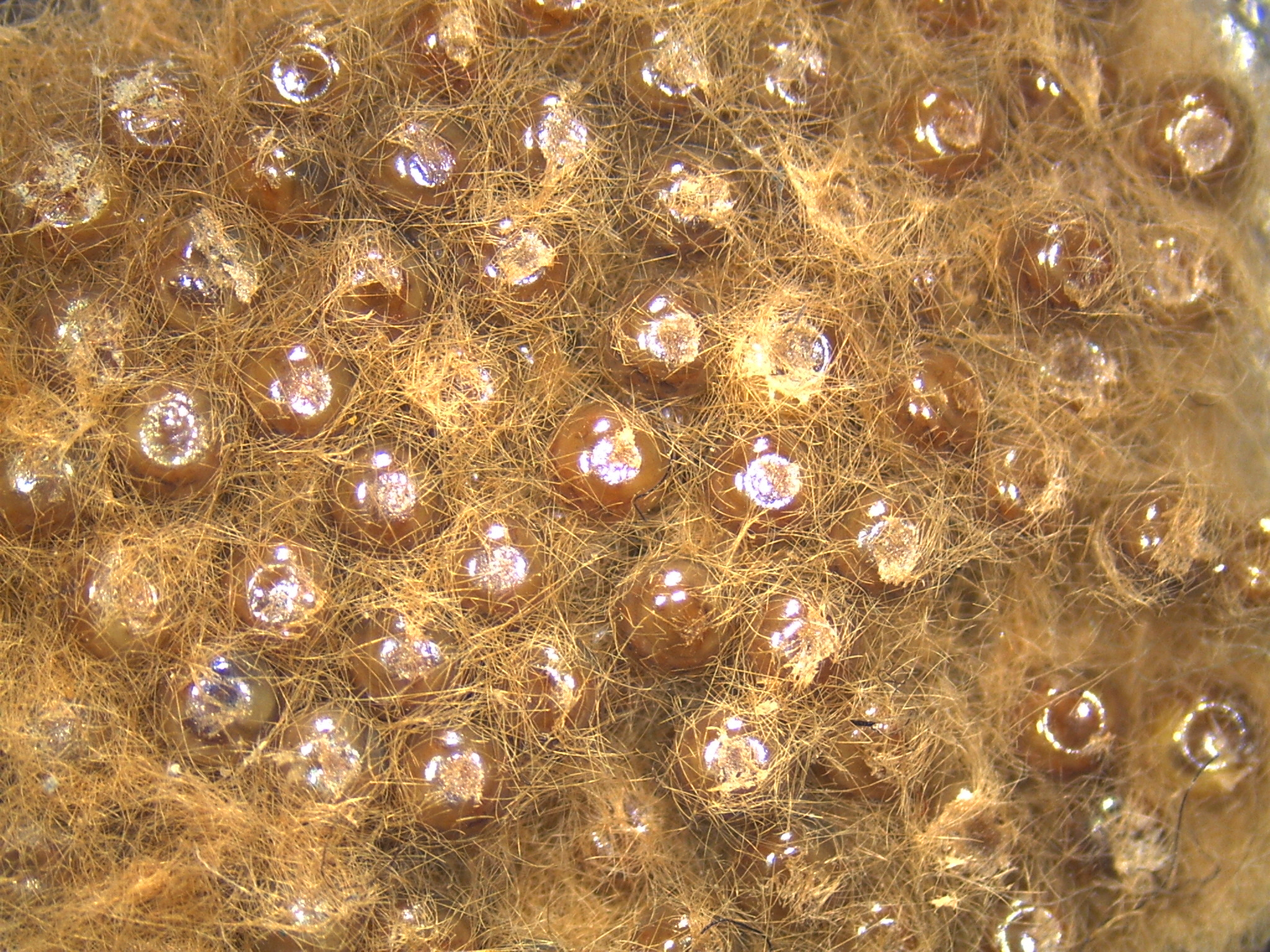
Detail vajíček překrytých chloupky
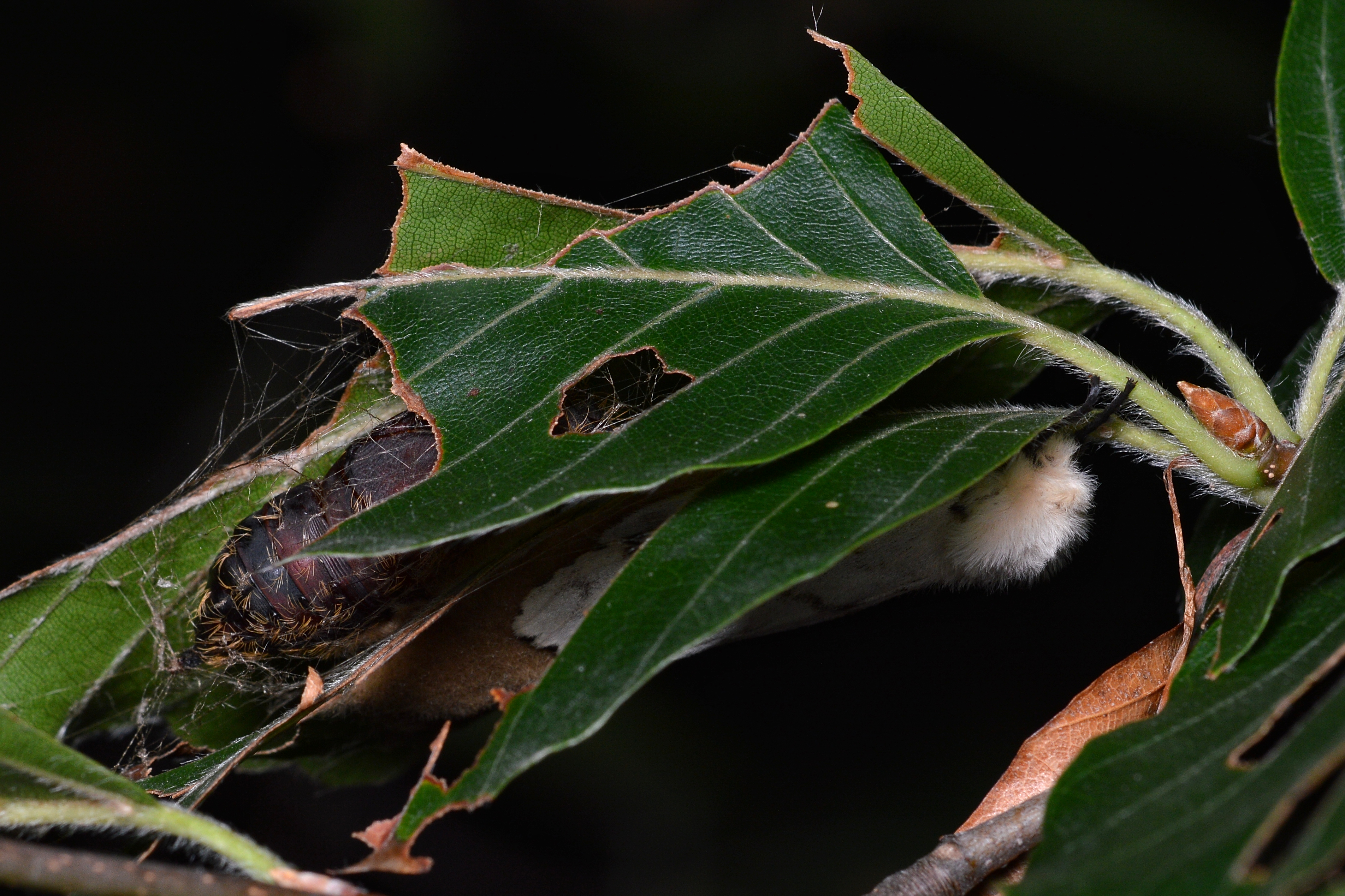
Zámotek s kuklou mezi listy živné rostliny
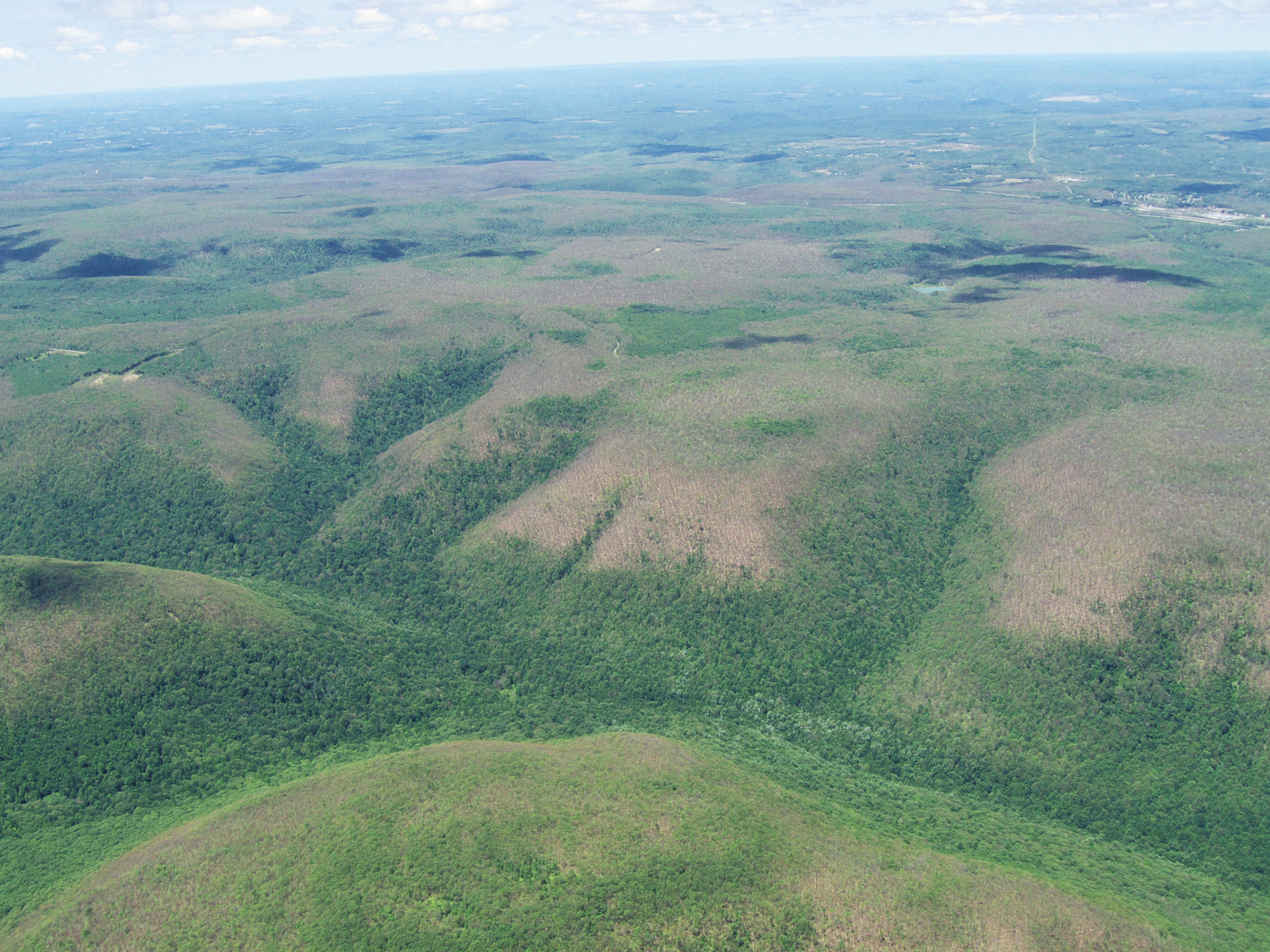
Porosty poškozené žírem v americké Pensylvánii (2007)
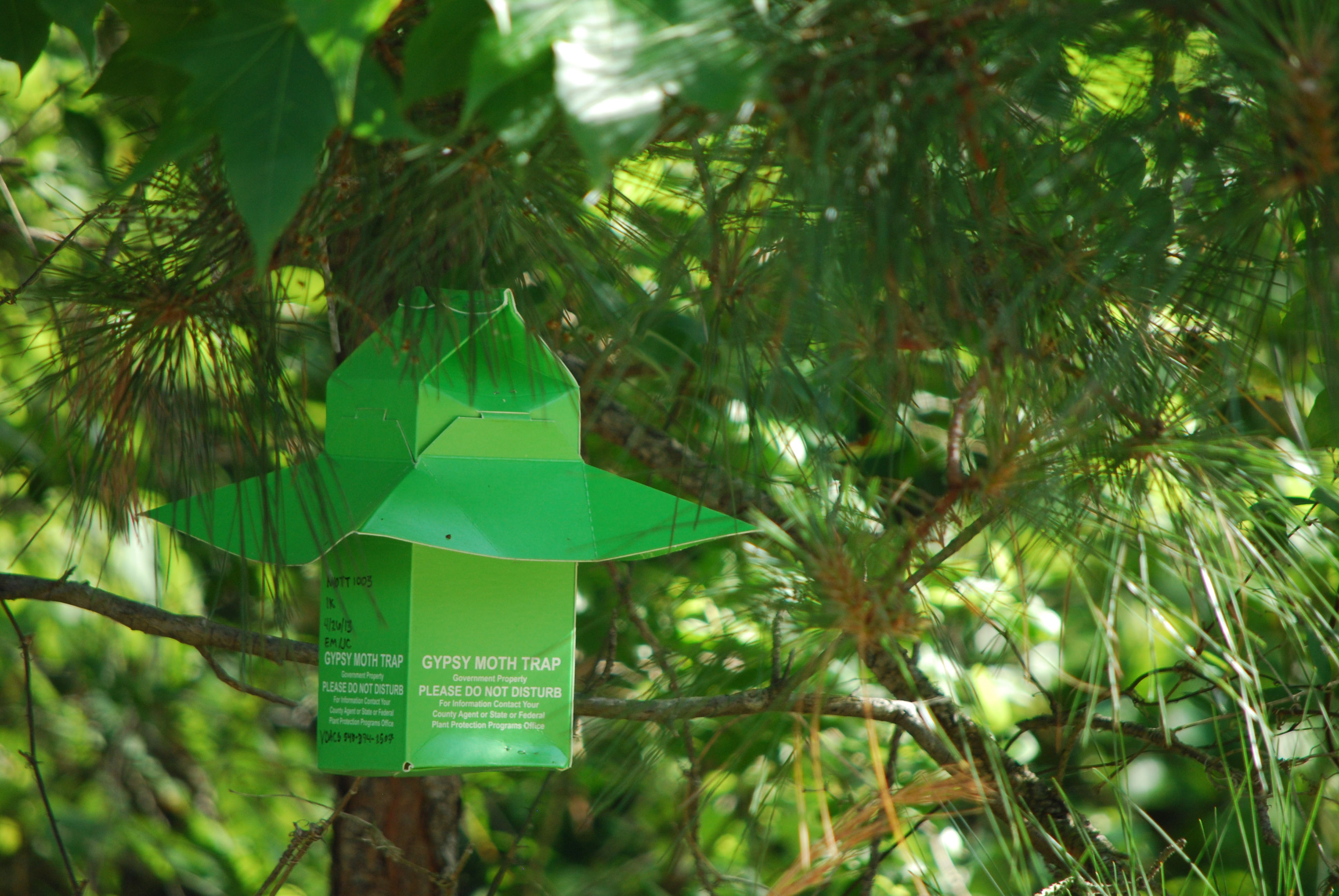
Feromonový lapač sloužící ke kontrole hojnosti populace
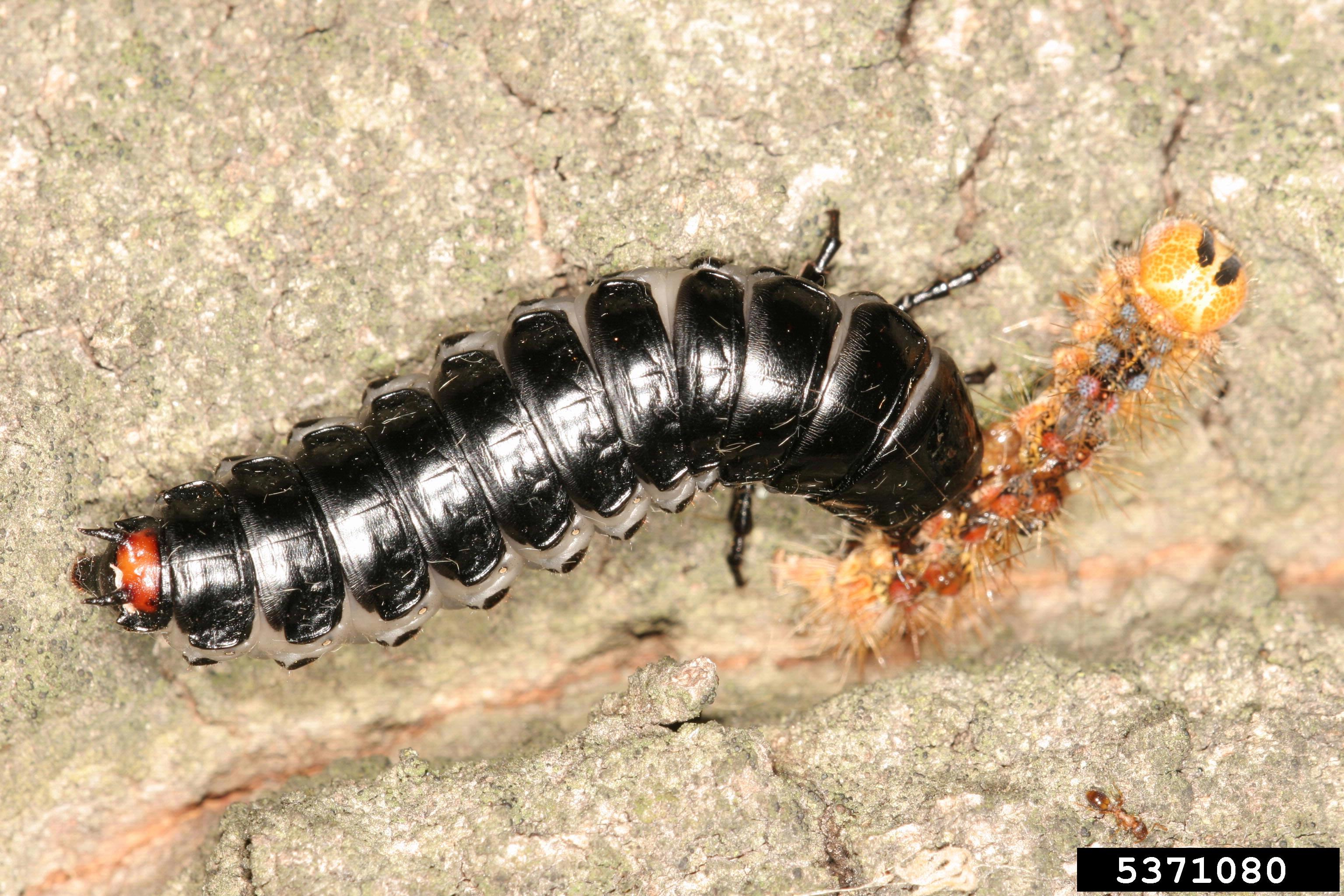
Larva krajníka pižmového požírající housenku bekyně